# もういいかい
「もういいかい」は、石川さゆりの楽曲。2011年8月1日に音楽配信限定で発売された。

## 概要
作詞：吉岡治、作曲：平井夏美、編曲：未知瑠。
夏から秋へと季節の移り変わりをかくれんぼに例えた楽曲。2011年8月 - 9月、NHKの『みんなのうた』で放送された。
石川さゆりの名曲「天城越え」などを世に送り出し、2010年に逝去した作詞家・吉岡治が、生前石川に託した詩をもとに平井夏美が作曲した。
歌の石川さゆりは「広瀬川慕情」（1982年）以来29年ぶり3回目の『みんなのうた』出演となった。吉岡治は過去に『みんなのうた』で「熊野路ひとり」「ありんことひまわり」など計7曲の自作曲を提供しており、本曲が遺作となる。
当初「CD化の予定はない」としていたが、2011年11月23日発売のCD／カセット『石川さゆり 2012年全曲集』に収録されCD化された。